# Palang Kola
Palang Kola (em persa: پلنگ كلا, também romanizada como Palang Kolā) é uma aldeia do distrito rural de Langarud, no condado de Abbasabad, da província de Mazandaran, Irã.
No censo de 2006, sua população era de 283 habitantes, em 78 famílias.